# 核反应

此一核反應示意圖中，Li-6與氘反應形成高度激發狀態的中間產物 ——原子核，並立即再衰變為兩個α粒子。圖中的紅色球體代表質子，藍色球體則代表中子。

核反應（英語：Nuclear reaction）在核物理和核化學中是指兩個原子核，或一個原子核和另一個外來的次原子粒子，發生碰撞並產生一或多個核種的過程。因此，核反應必定導致一種核種被轉換成另一種核種。若一個原子核和另一個原子核或粒子發生交互作用，並在不改變核種本質的情況下分離，這個過程將被視為一種核散射，而非核反應。核反應分成核融合和核分裂。
原則上，一個核反應能包含多於兩次粒子碰撞，但由於三個原子核以上同時出現於同一處的機率遠小於兩個原子核，此類碰撞相當罕見（參見3氦過程以了解類似三體核反應的例子）。「核反應」一詞可指和其他粒子的碰撞所誘發的核種改變，或核種不經碰撞發生的自發性反應。
自然情況下，核反應發生於宇宙射線及物質間的交互作用。核反應亦可透過人為方式，用可調節的速率、可依需求而變的方式操作，以獲取核能。可裂變材料中的核連鎖反應能夠造成誘發核裂變。不同輕元素間的核融合反應供應太陽及恆星的能量產出。

## 歷史
1919年，歐內斯特‧拉塞福利用α粒子撞擊氮原子核，在曼徹斯特大學成功做出將氮轉為氧的蛻變反應：14N + α → 17O + p 。此為人類首次觀測到的誘導核反應，也就是一次衰變產生的粒子被用於轉換另一個原子核的反應。最終，1923年，拉塞福的同僚約翰·考克饒夫及歐內斯特·沃爾頓在劍橋大學完成了第一次完整的人造核反應與核蛻變，他們利用人工加速的質子撞擊鋰-7原子核，將其拆分為兩個α粒子。這項創舉被大眾稱為「拆開原子」，儘管其並非現代所認知的核衰變反應，也就是1938年德國科學家奧托‧哈恩、莉澤‧麥特納及弗里茨‧施特拉斯曼所發現發生於重元素中的核反應。

## 命名
核反應能以類似化學反應方程式的形式表達，在化學反應方程式中，方程式兩側靜止質量必須守恆，且粒子的轉變必須遵循特定守恆律，諸如電荷與重子數（質量數總和）守恆。此類表示法如下例所示：
| 6 3Li | + | 2 1H | → | 4 2He | + | ?. |
為了平衡上式中的質量、電荷與質量數，第二式右方的原子核，原子序必為2，質量數必為4；因此，其亦為氦-4原子核。故，完整反應式為：
| 6 3Li | + | 2 1H | → | 4 2He | + | 4 2He . |
或更簡潔地表示為：
```
:{| border="0"
```

|- style="height:2em;"
|6
3Li
 ||+ ||2
1H
 ||→ ||2 4
2He
.
|}
在許多情況下，人們常採用較短小精簡的符號描述核反應，而非如上式呈現的完整方程式。在此種精簡的方法中，形式A(b,c)D等同於A + b產生c + D。許多質量輕的粒子常使用此方式縮寫。一般而言，p代表質子，n代表中子，d代表氘，α代表α粒子（He-4核），β代表β粒子（電子），γ代表γ光子，諸如此類。前述反應可寫成6Li(d,α)α。

## 能量守恆
動能可在核反應（放熱反應）的過程中被釋放至外界，或動能須由外界提供以使核反應（吸熱反應）得以發生。此能量變化可參考極精確的粒子靜止質量表計算而得， 具體方式如下：根據該表，
6
3Li
原子核的標準原子質量為6.015原子質量單位（簡寫作u），氘為2.014u，He-4原子核則為4.0026u。因此，
- 個別原子核靜止質量總和=6.015 + 2.014 = 8.029 u；
- 兩個氦核靜止質量總和= 2 × 4.0026 = 8.0052 u；
- 損失靜止質量= 8.029 – 8.0052 = 0.0238原子質量單位。

在核反應中，若計入相對論效應，總能量守恆。因此，「失去」的質量必以釋出的動能再度出現；其來源為核結合能。利用愛因斯坦的質能守恆方程式 E = mc2，可以決定釋放的能量。首先，我們需要得出一個原子質量單位對應的能量大小：
1 u c2 = (1.66054 × 10−27 kg) × (2.99792 × 108 m/s)2 
= 1.49242 × 10−10 kg (m/s)2 = 1.49242 × 10−10 J (焦耳) × (1 MeV / 1.60218 × 10−13 J)
= 931.49 MeV,
因此 1 u c2 = 931.49 MeV。
故，釋出的能量為0.0238 × 931 MeV = 22.2 MeV。
以另一種方式表達：質量減少了0.3%，相當於90 PJ/kg的0.3%，即270 TJ/kg。
對核反應而言，這是個龐大的能量值；能釋出如此大量的能量，乃因He-4原子核的單位核子結合能異常地高，而這是因為He-4是「雙幻數」的。（He-4原子核異常穩定並緊密結合，和其為鈍氣的原因相同：He-4中各個質子、中子對填滿其1s核軌域，如同其電子對填滿其1s電子軌域）。因此，α粒子在核反應式的右側經常出現。
核反應中的能量釋放，主要以下列三種方式之一出現：
- 產物粒子的動能（帶電粒子核反應產物能量的一部份，可直接轉為靜電能）；[5]
- 極高能光子的釋放，稱為伽馬射線；
- 部分能量可能保留在原子核中，作為介穩狀態能階。

當產物原子核處於介穩狀態，我們在其原子序旁加註米字號 （「*」） 。此能量最終透過核衰變釋放。
少部分能量亦可能以X射線的形式產生。一般而言，產物原子核具有和反應物不同的原子序，因此其電子殼層的組態將是錯誤的。在電子自行重新排列並降至較低能階的過程，內部過渡X射線（具精確界定的發射光譜線之X射線）可能被釋放。

## Q值與能量平衡
書寫反應方程式時，我們也可以利用類似化學反應方程式的方式，將反應的能量變化加註於右側：
靶核+彈核→終核+釋出核+Q
對於先前討論過的例子，其反應能量變化已經計算出，為 Q = 22.2 MeV。因此，
| 6 3Li | + | 2 1H | → | 2 4 2He | + | 22.2 MeV. |

反應能量（即「Q值」）對於放熱反應而言是正值，對於吸熱反應則為負值，與在化學中的類似表示法相反。一方面，Q值是反應終側與反應起始側動能總和的差。然而，另一方面，Q值亦是反應終側與反應起始側原子核靜止質量的差。（透過此方法，我們已於上文計算了Q值）

## 反應速率
反應方程式可被平衡，不代表該反應真的能發生。反應發生的速率取決於能量、入射粒子通量，與反應橫截面。巨大反應速率存儲庫的一個例子是REACLIB資料庫，其由聯合核天文物理研究所維護。

## 帶電與非帶電粒子
在啟動核反應的最初碰撞中，粒子間的距離必須夠短，使得短距離強力得以影響它們。許多最常見的核粒子都帶正電，意味著其必須克服可觀的靜電斥力以使核反應得以啟動。即使目標原子核是電中性原子的一部份，另一個粒子仍須深深穿透電子雲並極度靠近帶正電的原子核。因此，這類粒子在發生核反應前，必須先被加速至具有高能量，方法如：
- 粒子加速器；
- 核衰變（由於β及γ射線鮮少涉入核反應，α粒子為我們最主要感興趣的對象）；
- 極高的溫度（百萬度的數量級），產生熱核反應；
- 宇宙射線。

另外，由於斥力和兩電荷的乘積成正比，重核間的核反應更加罕見，且相較於重核和輕核間的反應，需要更高的啟動能量；兩輕核間的反應則是最普遍、常見的種類。
另一方面，中子不帶有會導致斥力的電荷，且能夠以極低的能量啟動核反應。事實上，在極低的粒子能量下（比如室溫下的熱平衡狀態），中子的德布羅意物質波波長大大增加，當其能量接近原子核的共振態時，可能大大增加其捕捉截面積。低能量中子的反應性甚至可能比高能量中子高。

## 值得注意的種類
雖然可能發生的核反應種類相當多，有部分型態較為常見，或說，較值得注意。一些例子如下：
- 核融合反應——兩輕核結合形成另一個重核，同時釋出額外的粒子（通常為質子或中子）。
- 散裂——原子核受到高能量、高動量粒子撞擊，擊出少許破片，或將其擊碎為多個破片。
- 誘導伽馬釋放屬於只有光子涉入創造與破壞原子核激發態的反應類型。
- α衰變——雖然和自發裂變受相同的潛在動力驅動，兩者間還是有所區別。常被引用的觀念「『核反應』僅限於誘發性的過程」其實並不正確。「放射性衰變」是一個無須誘發而能夠自發性發生的「核反應」子類別。例如，具有異常高能量的所謂「熱α粒子」，其實可能經由誘發三元分裂反應產生，而這是一種誘發性核反應（相對於自發性反應而言）。此種α粒子也可能經由自發性三元分裂反應發生。

核分裂反應——在吸收額外的輕粒子（通常為中子）後，極重的原子核會分裂成二個，甚至三個碎塊。這是一種誘發性核反應。自發性核分裂，亦即無需中子輔助即可發生者，通常不被視為一種核反應。至多，其不為一種誘發性核反應。

### 直接反應
一個中能量彈核，在單一快速（10−21秒）事件中，和原子核間轉移能量或得失核子。能量及動量轉換相對極小。上述對於實驗核物理尤其實用，因其反應機制相當簡單，使我們能以精確度足夠的計算探測靶核結構。

#### 非彈性散射
僅有能量及動量被轉移。
- (p,p')檢測不同核態間的差異。
- (α,α')測量核表面形狀與大小。由於撞擊原子核的α粒子反應較劇烈，彈性與淺度非彈性α散射對於靶核的形狀與大小較敏感，如同光自小黑體散射般。
- (e,e')對於探測內部結構相當有用。相較於質子和中子，電子間的交互作用相對較弱，因此電子較可能到達靶核的中心，且其波函數受途經的原子核扭曲之程度較小。

#### 電荷交換反應
能量與電荷能在彈核與靶核間轉移。此類反應的例子諸如：
- (p,n)
- (3He,t)

#### 核子轉移反應
通常，在適當的低能量下，一或多個核子在彈核與靶核間互相轉移。這對於研究原子核的外殼層結構相當實用。轉移反應可從彈核轉移至靶核（汽提反應），或從靶核轉移至彈核（拾取反應）。
- (α,n)及(α,p)反應。部分早期核反應研究探討由α衰變（自靶核撞出一個核子）產生的α粒子。
- (d,n)及(d,p)反應。氘核束撞擊靶核，使靶核吸收來自氘核的中子或質子。氘核的結合十分寬鬆，使得此一反應和質子或中子的捕獲反應幾乎相同。一個複合原子核可能由此產生，導致更多的中子被緩慢釋放。(d,n)反應被用於製造高能中子。
- 奇異交換反應(K, π)已被用於研究超核。
- 1917年由拉塞福操作的反應 14N(α,p)17O （於1919年發表）通常被視為第一個核蛻變實驗。

#### 涉及中子的反應
|       | → T             | → 7Li             | → 14C             |                     |                    |
| ----- | --------------- | ----------------- | ----------------- | ------------------- | ------------------ |
| (n,α) | 6Li + n → T + α | 10B + n → 7Li + α | 17O + n → 14C + α | 21Ne + n → 18O + α  | 37Ar + n → 34S + α |
| (n,p) | 3He + n → T + p | 7Be + n → 7Li + p | 14N + n → 14C + p | 22Na + n → 22Ne + p |                    |
| (n,γ) | 2H + n → T + γ  |                   | 13C + n → 14C + γ |                     |                    |

涉及中子的反應對於核反應器與核子武器十分重要。雖然目前最廣為人知的中子反應為中子散射、中子捕獲與核分裂，對於部分輕核（尤其是質子數與中子數均為奇數者）而言，最可能和熱中子發生的反應是轉移反應：
某些反應只可能與快中子發生：
- (n,2n)反應產生少量的鏷-231及鈾-232。此反應於產生相對少量高輻射性錒系元素產物的釷燃料循環中發生。
- 9Be + n → 2α + 2n可以在核子武器的鈹中子反射器中產生額外的中子。
- 7Li + n → T + α + n在城堡行動核子試爆的Bravo（英语：Castle Bravo）、Romeo（英语：Castle Romeo）與Yankee（英语：Castle Yankee）實驗中產生高於預期的當量。這三次實驗成為了美國進行的核子試爆中當量前三高的實驗。

### 複合核反應
較低能量的彈核被吸收，或較高能量粒子轉移能量給原子核，均能使原子核擁有過高的能量而難以被束縛在一起。在10−19秒的時間尺度下，粒子，尤其中子，將被「煮沸」。也就是說，若無足以使其脫離相吸引力的能量被集中於一個中子，原子核將維持一體。此種準結合的原子核稱為複合原子核。
- 在低能量反應 (e, e' xn)及(γ, xn) （xn表示一或多個中子）中，伽馬粒子能量接近巨偶極子諧振能量。這增加了在電子加速器周圍做輻射屏蔽的需要。

## 資料來源
- Schmitz, Taylor. . Pergamon Press. 1973. ISBN 0-08-016983-X.
- Bertulani, Carlos. . Princeton University Press. 2007. ISBN 978-0-691-12505-3.